# Тауэр, Леонард
Леонард «Лен» Х. Тауэр-младший (род. 17 июня 1949 года в Нью-Йорке) — разработчик свободного программного обеспечения и один из членов-основателей Фонда свободного ПО, участвовал в разработке начальных версий GNU Compiler Collection и diff. Он покинул Фонд свободного ПО в 1997 году.

## Биография
Тауэр родился 17 июня 1949 года в Астории, Куинс, Нью-Йорк, США.
В 1971 году Тауэр получил образование биолога в Массачусетском технологическом институте. В течение этого времени он был бизнес-менеджером студенческой газеты The Tech.
Как первый полноценный оплачиваемый работник Фонда свободного ПО Тауэр в основном выполнял административные задачи, включая управление списками рассылки, группами новостей и запросами на информацию.
В 1986 году Тауэр помогал Ричарду Столлману с его первоначальным планом создать компилятор Си для проекта GNU на базе компилятора Pastel, полученного Столлманом из Ливерморской национальной лаборатории. Тауэр работал над переписыванием существующего кода Си на Pastel, вариацию Pascal, а Столлман работал над новым внешним интерфейсом Си. Столлман отверг этот план, когда обнаружил, что ливерморскому компилятору требуется слишком много памяти, заключив: «Я бы написал новый компилятор с нуля. Этот новый компилятор теперь известно как GCC; ни один из компиляторов Pastel не используется в нём, но мне удалось адаптировать и использовать внешний интерфейс Си, который я написал.» Столлман выпустил свой новый GNU C компилятор 22 марта 1987 года, признав вклад других людей, в том числе Тауэра, которые «писали части синтаксического анализатора, RTL генератора, RTL определения», основанные на идеях Джека Дэвидсона и Кристофера Фрейзера.
Наряду с Майком Хиртелом, Дэвидом Хейсом и Столлманом Тауэр также был одним из первых соавторов GNU Diff, утилиты сравнения файлов на основе опубликованного алгоритма Юджина Майерса.
В конце 1980-х — начале 1990-х Тауэр выступал на конференциях USENIX в качестве представителя Фонда свободного ПО.
Тауэр был одним из первых членов Лиги за свободу программирования. На протяжении 1991 года Тауэр был одним из двух наиболее активных спикеров организации наряду с Ричардом Столлманом.